# Стоиц Гъдев
Стоиц Иванов Гъдев е български композитор, аранжор и пианист. Пише предимно инструментална музика – съвременна класика за пиано и поп музика.

## Биография
Роден е на 16 декември 1960 г. в Пловдив. Потомствен музикант, Гъдев произхожда от артистично семейство. Баща му Иван Гъдев (1930 – 1994), виден за времето си музикант, се дипломира с четири инструмента в първия випуск на Училище за музикално и танцово изкуство „Добрин Петков“. Той прави първия биг бенд извън София, който за пръв път изпълнява джаз в хотел „Тримонциум“.
Майката Катерина (р. 1938 г.) също произхожда от музикален род – родът Личеви от Дълбок извор. Играла е в първия драматичен самодеен театър в Пловдив. Комунистическият режим подлага на репресии семейството поради факта, че дядото, Стоица Гъдев, е бивш царски офицер в Девети пехотен пловдивски полк.
Гъдев се вълнува от пиано още от двегодишна възраст. На 4 години започва да изучава инструмента, а на 6 години е приет в Музикалното училище. Първият негов музикален педагог е Соня Кеседжиян, а Петър Келбечев е преподавателят му по солфеж.
Житейските обстоятелства принуждават Гъдев да започне работа като пианист от младежките си години, за да се самоиздържа. В Пловдив свири с едни от най-добрите музиканти за времето – Никола Бусаров, Господин Господинов, Илия Караянев, Димитър Гюров, Петьо Рангелов и Огнян Андонов.
След развода на родителите си Гъдев остава да живее при баща си, тъй като обича да слуша как той свири на пиано. По-късно се премества да работи в София и живее при майка си и нейния втори съпруг. С конкурс е избран за пианист в „Шератон“. Работи три години и с групата на певицата Маргарита Хранова. Музицира и на други места по света – Норвегия, Дания, Конго и Китай.

## Творчество
Гъдев прави първия си опит като композитор на 11 години с инструменталната пиеса Eleven Years Old. Тази композиция е включена в албума му Stoic Gadev, издаден от „Бофиров-Мюзик“. В албума са още 12 композиции от този му ранен творчески период. В записите на албума участват музиканти от джазова формация „Бели, зелени и червени“.
През 1994 година, повлиян от смъртта на пилота от „Формула“ 1 Айртон Сена, написва произведението Senna, а през 1995 година издава и първия си авторски албум с поп музика Ash and Flash по текстове на Анелия Тотева. От този период е и произведението, посветено на баща му In Memory of My Father, както и композицията, написана за дъщеря му Child's eyes. Първоначално записва музиката си в студио „Фактор“ с Иван Платов и Емил Бояджиев, а в по-ново време работи със Светлин Стайков.
През 1997 – 1998 година работи с новоизгряващия Красимир Аврамов. Прави 16 композиции за него, които записват в БНТ и в студио „Фактор“, част от тях заедно с група „Акага“. Свири на концертите на Аврамов в НДК с оркестър „Динамит брас бенд“. След това заминава за Прага, където записва втори албум за певеца. Там правят съвместни аранжименти с американския продуцент Уилям Табану.
През 2007 година Гъдев работи съвместно с Васил Найденов по песента „Веднъж“. Текстът и музиката са дело на Гъдев, а аранжиментът е на Миро Иванов от „Сафо“.
Следват авторските албуми The Mirror, който Гъдев записва с неговия колега китарист Никола Узунов, La Rosa Negra и Mountain river.
През 2017 година издава нотна книга „Стоиц Гъдев – 19 пиеси за пиано“. В нея са събрани негови авторски композиции, които сам нотира. Книгата се разпространява от музикална къща „Фактор“.
През юли 2020 година изнася онлайн концерт.
През октомври 2022 година представя предпремиера на авторски концерт в „Офис Полинеро“ в Капана.

## Дискография

### Албуми
- La Rosa Negra (2008)[2]
- Stoic Gadev (2012)[9]